# Az Indianapolisi 500 győzteseinek listája
Az Indianapolisi 500 mérföldes autóversenyen kezdetben leginkább amerikai versenyzők diadalmaskodtak. A legsikeresebb versenyzők: A. J. Foyt, Al Unser, Rick Mears, ők négyszer nyerték meg a versenyt.

## Indianapolis 500 győztesek (Fisher korszak)
| Év   | Dátum                              | Versenyző                          | Autó                               | Csapat / Tulajdonos                | Táv (mérföld / km)                 | Idő                                | Átlagsebesség (mph / km/h)         |
| ---- | ---------------------------------- | ---------------------------------- | ---------------------------------- | ---------------------------------- | ---------------------------------- | ---------------------------------- | ---------------------------------- |
| 1911 | Május 30.                          | Ray Harroun                        | Marmon Model 32                    | Nordyke & Marmon Company           | 500.000 / 804.672                  | 6:42:08.039                        | 74.602 / 120.060                   |
| 1912 | Május 30.                          | Joe Dawson                         | National                           | National Motor Vehicle Company     | 500.000 / 804.672                  | 6:21:06.144                        | 78.719 / 126.686                   |
| 1913 | Május 30.                          | Jules Goux                         | Peugeot                            | Peugeot                            | 500.000 / 804.672                  | 6:35:05.108                        | 75.933 / 122.202                   |
| 1914 | Május 30.                          | René Thomas                        | Delage                             | Louis Delâge Company               | 500.000 / 804.672                  | 6:03:45.060                        | 82.474 / 132.729                   |
| 1915 | Május 31.                          | Ralph DePalma                      | Mercedes                           | E.C. Patterson                     | 500.000 / 804.672                  | 5:33:55.619                        | 89.840 / 144.583                   |
| 1916 | Május 30.                          | Dario Resta                        | Peugeot                            | Peugeot Auto Racing Company        | 300.000 / 482.803                  | 3:34:16.990                        | 84.001 / 135.187                   |
| 1917 | Az első világháború miatt elmaradt | Az első világháború miatt elmaradt | Az első világháború miatt elmaradt | Az első világháború miatt elmaradt | Az első világháború miatt elmaradt | Az első világháború miatt elmaradt | Az első világháború miatt elmaradt |
| 1918 | Az első világháború miatt elmaradt | Az első világháború miatt elmaradt | Az első világháború miatt elmaradt | Az első világháború miatt elmaradt | Az első világháború miatt elmaradt | Az első világháború miatt elmaradt | Az első világháború miatt elmaradt |
| 1919 | Május 31.                          | Howdy Wilcox                       | Peugeot                            | I.M.S. Corporation                 | 500.000 / 804.672                  | 5:40:42.930                        | 88.050 / 141.703                   |
| 1920 | Május 31.                          | Gaston Chevrolet                   | Frontenac                          | William Small Company              | 500.000 / 804.672                  | 5:38:31.901                        | 88.618 / 142.617                   |
| 1921 | Május 30.                          | Tommy Milton                       | Frontenac                          | Louis Chevrolet                    | 500.000 / 804.672                  | 5:34:44.578                        | 89.621 / 144.231                   |
| 1922 | Május 30.                          | Jimmy Murphy                       | Duesenberg / Miller                | Jimmy Murphy                       | 500.000 / 804.672                  | 5:17:30.845                        | 94.484 / 152.057                   |
| 1923 | Május 30.                          | Tommy Milton                       | Miller                             | H.C.S. Motor Company               | 500.000 / 804.672                  | 5:31:19.618                        | 90.545 / 145.718                   |
| 1924 | Május 30.                          | Lora L. Corum                      | Duesenberg                         | Duesenberg                         | 500.000 / 804.672                  | 5:05:23.595                        | 98.234 / 158.092                   |
| 1924 | Május 30.                          | Joe Boyer                          | Duesenberg                         | Duesenberg                         | 500.000 / 804.672                  | 5:05:23.595                        | 98.234 / 158.092                   |
| 1925 | Május 30.                          | Pete DePaolo                       | Duesenberg                         | Duesenberg                         | 500.000 / 804.672                  | 4:56:39.401                        | 101.127 / 162.748                  |
| 1926 | Május 31.                          | Frank Lockhart                     | Miller                             | Peter Kreis                        | 400.000* / 643.738*                | 5:12:48.768                        | 95.904 / 154.343                   |
| 1927 | Május 30.                          | George Souders                     | Duesenberg                         | William S. White                   | 500.000 / 804.672                  | 5:07:33.022                        | 97.545 / 156.983                   |

## Indianapolis 500 győztesek (Rickenbacker korszak)
| Év   | Dátum                                | Versenyző                            | Modell                               | Motor                                | Csapat / Tulajdonos                  | Táv (mérföld / km)                   | Idő                                  | Átlagsebesség (mph / km/h)           |
| ---- | ------------------------------------ | ------------------------------------ | ------------------------------------ | ------------------------------------ | ------------------------------------ | ------------------------------------ | ------------------------------------ | ------------------------------------ |
| 1928 | Május 30.                            | Louis Meyer                          | Miller                               | Miller                               | Alden Sampson, II                    | 500.000 / 804.672                    | 5:01:33.725                          | 99.482 / 160.101                     |
| 1929 | Május 30.                            | Ray Keech                            | Miller                               | Miller                               | M. A. Yagle                          | 500.000 / 804.672                    | 5:07:25.458                          | 97.585 / 157.048                     |
| 1930 | Május 30.                            | Billy Arnold                         | Summers                              | Miller                               | Harry Hartz                          | 500.000 / 804.672                    | 4:58:39.720                          | 100.448 / 161.655                    |
| 1931 | Május 30.                            | Louis Schneider                      | Stevens                              | Miller                               | B. L. Schneider                      | 500.000 / 804.672                    | 5:10:27.948                          | 96.629 / 155.509                     |
| 1932 | Május 30.                            | Fred Frame                           | Wetteroth                            | Miller                               | Harry Hartz                          | 500.000 / 804.672                    | 4:48:03.761                          | 104.144 / 167.604                    |
| 1933 | Május 30.                            | Louis Meyer                          | Miller                               | Miller                               | Louis Meyer                          | 500.000 / 804.672                    | 4:48:00.774                          | 104.162 / 167.632                    |
| 1934 | Május 30.                            | Bill Cummings                        | Miller                               | Miller                               | H. C. Henning                        | 500.000 / 804.672                    | 4:46:05.254                          | 104.863 / 168.761                    |
| 1935 | Május 30.                            | Kelly Petillo                        | Wetteroth                            | Offenhauser                          | Kelly Petillo                        | 500.000 / 804.672                    | 4:42:22.771                          | 106.240 / 170.977                    |
| 1936 | Május 30.                            | Louis Meyer                          | Stevens                              | Miller                               | Louis Meyer                          | 500.000 / 804.672                    | 4:35:03.314                          | 109.069 / 175.530                    |
| 1937 | Május 31.                            | Wilbur Shaw                          | Shaw                                 | Offenhauser                          | Wilbur Shaw                          | 500.000 / 804.672                    | 4:24:07.861                          | 113.580 / 182.789                    |
| 1938 | Május 30.                            | Floyd Roberts                        | Wetteroth                            | Miller                               | Lou Moore                            | 500.000 / 804.672                    | 4:15:58.362                          | 117.200 / 188.615                    |
| 1939 | Május 30.                            | Wilbur Shaw                          | Maserati                             | Maserati                             | Boyle Racing Headquarters            | 500.000 / 804.672                    | 4:20:47.412                          | 115.035 / 185.131                    |
| 1940 | Május 30.                            | Wilbur Shaw                          | Maserati                             | Maserati                             | Boyle Racing Headquarters            | 500.000 / 804.672                    | 4:22:31.201                          | 114.277 / 183.911                    |
| 1941 | Május 30.                            | Floyd Davis                          | Wetteroth                            | Offenhauser                          | Lou Moore                            | 500.000 / 804.672                    | 4:20:36.266                          | 115.117 / 185.263                    |
| 1941 | Május 30.                            | Mauri Rose                           | Wetteroth                            | Offenhauser                          | Lou Moore                            | 500.000 / 804.672                    | 4:20:36.266                          | 115.117 / 185.263                    |
| 1942 | A második világháború miatt elmaradt | A második világháború miatt elmaradt | A második világháború miatt elmaradt | A második világháború miatt elmaradt | A második világháború miatt elmaradt | A második világháború miatt elmaradt | A második világháború miatt elmaradt | A második világháború miatt elmaradt |
| 1943 | A második világháború miatt elmaradt | A második világháború miatt elmaradt | A második világháború miatt elmaradt | A második világháború miatt elmaradt | A második világháború miatt elmaradt | A második világháború miatt elmaradt | A második világháború miatt elmaradt | A második világháború miatt elmaradt |
| 1944 | A második világháború miatt elmaradt | A második világháború miatt elmaradt | A második világháború miatt elmaradt | A második világháború miatt elmaradt | A második világháború miatt elmaradt | A második világháború miatt elmaradt | A második világháború miatt elmaradt | A második világháború miatt elmaradt |
| 1945 | A második világháború miatt elmaradt | A második világháború miatt elmaradt | A második világháború miatt elmaradt | A második világháború miatt elmaradt | A második világháború miatt elmaradt | A második világháború miatt elmaradt | A második világháború miatt elmaradt | A második világháború miatt elmaradt |

## Indianapolis 500 győztesek (Hulman/Georgekorszak)
| Év   | Dátum          | Versenyző          | Modell        | Motor         | Csapat / Tulajdonos                      | Táv (mérföld / km)  | Idő          | Átlagsebesség (mph / km/h) |
| ---- | -------------- | ------------------ | ------------- | ------------- | ---------------------------------------- | ------------------- | ------------ | -------------------------- |
| 1946 | Május 30.      | George Robson      | Adams         | Sparks        | Thorne Engineering                       | 500.000 / 804.672   | 4:21:16.711  | 114.820 / 184.785          |
| 1947 | Május 30.      | Mauri Rose         | Deidt         | Offenhauser   | Lou Moore                                | 500.000 / 804.672   | 4:17:52.159  | 116.338 / 187.228          |
| 1948 | Május 31.      | Mauri Rose         | Deidt         | Offenhauser   | Lou Moore                                | 500.000 / 804.672   | 4:10:23.286  | 119.814 / 192.822          |
| 1949 | Május 30.      | Bill Holland       | Deidt         | Offenhauser   | Lou Moore                                | 500.000 / 804.672   | 4:07:15.939  | 121.327 / 195.257          |
| 1950 | Május 30.      | Johnnie Parsons    | Kurtis Kraft  | Offenhauser   | Kurtis Kraft                             | 345.000* / 555.224* | 2:46:55.967  | 124.002 / 199.562          |
| 1951 | Május 30.      | Lee Wallard        | Kurtis Kraft  | Offenhauser   | Murrell Belanger                         | 500.000 / 804.672   | 3:57:38.103  | 126.244 / 203.170          |
| 1952 | Május 30.      | Troy Ruttman       | Kuzma         | Offenhauser   | J. C. Agajanian                          | 500.000 / 804.672   | 3:52:41.930  | 128.922 / 207.480          |
| 1953 | Május 30.      | Bill Vukovich      | Kurtis Kraft  | Offenhauser   | Howard B. Keck                           | 500.000 / 804.672   | 3:53:01.668  | 128.740 / 207.187          |
| 1954 | Május 31.      | Bill Vukovich      | Kurtis Kraft  | Offenhauser   | Howard B. Keck                           | 500.000 / 804.672   | 3:49:17.261  | 130.840 / 210.567          |
| 1955 | Május 30.      | Bob Sweikert       | Kurtis Kraft  | Offenhauser   | John Zink                                | 500.000 / 804.672   | 3:53:59.576  | 128.209 / 206.332          |
| 1956 | Május 30.      | Pat Flaherty       | Watson        | Offenhauser   | John Zink                                | 500.000 / 804.672   | 3:53:28.872  | 128.490 / 206.785          |
| 1957 | Május 30.      | Sam Hanks          | Salih         | Offenhauser   | George Salih                             | 500.000 / 804.672   | 3:41:14.238  | 135.601 / 218.229          |
| 1958 | Május 30.      | Jimmy Bryan        | Salih         | Offenhauser   | George Salih                             | 500.000 / 804.672   | 3:44:21.064  | 133.719 / 215.200          |
| 1959 | Május 30.      | Rodger Ward        | Watson        | Offenhauser   | Leader Cards                             | 500.000 / 804.672   | 3:40:47.470  | 135.875 / 218.670          |
| 1960 | Május 30.      | Jim Rathmann       | Watson        | Offenhauser   | Ken-Paul                                 | 500.000 / 804.672   | 3:36:11.384  | 138.767 / 223.324          |
| 1961 | Május 30.      | A. J. Foyt         | Trevis        | Offenhauser   | Bignotti-Bowes Racing                    | 500.000 / 804.672   | 3:35:37.540  | 139.130 / 223.908          |
| 1962 | Május 30.      | Rodger Ward        | Watson        | Offenhauser   | Leader Cards                             | 500.000 / 804.672   | 3:33:50.291  | 140.293 / 225.780          |
| 1963 | Május 30.      | Parnelli Jones     | Watson        | Offenhauser   | J. C. Agajanian                          | 500.000 / 804.672   | 3:29:35.365  | 143.137 / 230.357          |
| 1964 | Május 30.      | A. J. Foyt         | Watson        | Offenhauser   | Ansted-Thompson Racing                   | 500.000 / 804.672   | 3:23:35.813  | 147.350 / 237.137          |
| 1965 | Május 31.      | Jim Clark          | Lotus         | Ford          | Team Lotus                               | 500.000 / 804.672   | 3:19:05.370  | 150.686 / 242.506          |
| 1966 | Május 30.      | Graham Hill        | Lola          | Ford          | Mecom Racing Team                        | 500.000 / 804.672   | 3:27:52.543  | 144.317 / 231.966          |
| 1967 | Május 30-31.   | A. J. Foyt         | Coyote        | Ford          | Ansted-Thompson Racing                   | 500.000 / 804.672   | 3:18:24.211  | 151.207 / 243.344          |
| 1968 | Május 30.      | Bobby Unser        | Eagle         | Offenhauser   | Leader Cards                             | 500.000 / 804.672   | 3:16:13.786  | 152.882 / 246.040          |
| 1969 | Május 30.      | Mario Andretti     | Hawk          | Offenhauser   | STP Corporation                          | 500.000 / 804.672   | 3:11:14.689  | 156.867 / 252.453          |
| 1970 | Május 30.      | Al Unser           | Colt          | Ford          | Vel's Parnelli Jones Ford                | 500.000 / 804.672   | 3:12:37.057  | 155.749 / 250.654          |
| 1971 | Május 29.      | Al Unser           | Colt          | Ford          | Vel's Parnelli Jones Ford                | 500.000 / 804.672   | 3:10:11.545  | 157.735 / 253.850          |
| 1972 | Május 27.      | Mark Donohue       | McLaren       | Offenhauser   | Roger Penske Enterprises                 | 500.000 / 804.672   | 3:04:23.851  | 162.692 / 261.827          |
| 1973 | Május 28-29-30 | Gordon Johncock    | Eagle         | Offenhauser   | Patrick Racing Team                      | 332.500* / 535.107* | 2:05:25.320  | 159.063 / 255.987          |
| 1974 | Május 26.      | Johnny Rutherford  | McLaren       | Offenhauser   | McLaren Cars                             | 500.000 / 804.672   | 3:09:10.094  | 158.589 / 255.224          |
| 1975 | Május 25.      | Bobby Unser        | Eagle         | Offenhauser   | All American Racers                      | 435.000* / 700.065* | 2:54:55.064  | 149.213 / 240.135          |
| 1976 | Május 30.      | Johnny Rutherford  | McLaren       | Offenhauser   | McLaren Cars                             | 255.000* / 410.383* | 1:42:52.466  | 148.725 / 239.350          |
| 1977 | Május 29.      | A. J. Foyt         | Coyote        | Foyt          | A.J. Foyt Enterprises                    | 500.000 / 804.672   | 3:05:57.186  | 161.331 / 259.637          |
| 1978 | Május 28.      | Al Unser           | Lola          | Cosworth      | Chaparral Racing                         | 500.000 / 804.672   | 3:05:54.974  | 161.363 / 259.689          |
| 1979 | Május 27.      | Rick Mears         | Team Penske   | Cosworth      | Team Penske                              | 500.000 / 804.672   | 3:08:47.950  | 158.899 / 255.723          |
| 1980 | Május 25.      | Johnny Rutherford  | Chaparral     | Cosworth      | Chaparral Racing                         | 500.000 / 804.672   | 3:29:59.572  | 142.862 / 229.914          |
| 1981 | Május 24.      | Bobby Unser        | Penske        | Cosworth      | Team Penske                              | 500.000 / 804.672   | 3:35:41.819  | 139.084 / 223.834          |
| 1982 | Május 30.      | Gordon Johncock    | Wildcat       | Cosworth      | STP Patrick Racing Team                  | 500.000 / 804.672   | 3:05:09.122  | 162.029 / 260.760          |
| 1983 | Május 29.      | Tom Sneva          | March         | Cosworth      | Bignotti-Cotter                          | 500.000 / 804.672   | 3:05:03.092  | 162.117 / 260.902          |
| 1984 | Május 27.      | Rick Mears         | March         | Cosworth      | Penske Cars                              | 500.000 / 804.672   | 3:03:21.638  | 163.612 / 263.308          |
| 1985 | Május 26.      | Danny Sullivan     | March         | Cosworth      | Penske Cars                              | 500.000 / 804.672   | 3:16:06.090  | 152.982 / 246.201          |
| 1986 | Május 31.      | Bobby Rahal        | March         | Cosworth      | Truesports                               | 500.000 / 804.672   | 2:55:43.457  | 170.722 / 274.750          |
| 1987 | Május 24.      | Al Unser           | March         | Cosworth      | Penske Racing, Incorporated              | 500.000 / 804.672   | 3:04:59.121  | 162.175 / 260.995          |
| 1988 | Május 29.      | Rick Mears         | Penske        | Chevrolet     | Penske Racing, Incorporated              | 500.000 / 804.672   | 3:27:10.167  | 144.809 / 233.047          |
| 1989 | Május 28.      | Emerson Fittipaldi | Penske        | Chevrolet     | Patrick Racing, Incorporated             | 500.000 / 804.672   | 2:59:01.074  | 167.581 / 269.695          |
| 1990 | Május 27.      | Arie Luyendyk      | Lola          | Chevrolet     | Doug Shierson Racing                     | 500.000 / 804.672   | 2:41:18.404  | 185.981 / 299.307          |
| 1991 | Május 26.      | Rick Mears         | Penske        | Chevrolet     | Penske Racing, Incorporated              | 500.000 / 804.672   | 2:50:00.791  | 176.457 / 283.980          |
| 1992 | Május 24.      | Al Unser, Jr.      | Galmer        | Chevrolet     | Galles-Kraco Racing                      | 500.000 / 804.672   | 3:43:05.148  | 134.477 / 216.420          |
| 1993 | Május 30.      | Emerson Fittipaldi | Penske        | Chevrolet     | Penske Racing, Incorporated              | 500.000 / 804.672   | 3:10:49.860  | 157.207 / 253.000          |
| 1994 | Május 29.      | Al Unser, Jr.      | Penske        | Mercedes-Benz | Penske Racing, Incorporated              | 500.000 / 804.672   | 3:06:29.006  | 160.872 / 258.898          |
| 1995 | Május 28.      | Jacques Villeneuve | Reynard       | Ford Cosworth | Team Green                               | 500.000 / 804.672   | 3:15:17.561  | 153.616 / 247.221          |
| 1996 | Május 26.      | Buddy Lazier       | Reynard       | Ford Cosworth | Hemelgarn Racing                         | 500.000 / 804.672   | 3:22:45.753  | 147.956 / 238.112          |
| 1997 | Május 26-27    | Arie Luyendyk      | G Force       | Aurora        | Treadway Racing                          | 500.000 / 804.672   | 3:25:43.388  | 145.827 / 234.686          |
| 1998 | Május 24.      | Eddie Cheever, Jr. | Dallara       | Aurora        | Team Cheever                             | 500.000 / 804.672   | 3:26:40.524  | 145.155 / 233.604          |
| 1999 | Május 30.      | Kenny Bräck        | Dallara       | Aurora        | A.J. Foyt Enterprises                    | 500.000 / 804.672   | 3:15:51.182  | 153.176 / 246.513          |
| 2000 | Május 28.      | Juan Pablo Montoya | G Force       | Aurora        | Chip Ganassi Racing                      | 500.000 / 804.672   | 2:58:59.431  | 167.607 / 269.737          |
| 2001 | Május 27.      | Hélio Castroneves  | Dallara       | Aurora        | Marlboro Team Penske                     | 500.000 / 804.672   | 3:31:54.180  | 153.601 / 247.197          |
| 2002 | Május 26.      | Hélio Castroneves  | Dallara       | Chevrolet     | Marlboro Team Penske                     | 500.000 / 804.672   | 3:00:10.871  | 166.499 / 267.954          |
| 2003 | Május 25.      | Gil de Ferran      | Panoz G Force | Toyota        | Marlboro Team Penske                     | 500.000 / 804.672   | 3:11:56.989  | 156.291 / 251.526          |
| 2004 | Május 30.      | Buddy Rice         | Panoz G Force | Honda         | Rahal Letterman Racing                   | 450.000* / 724.205* | 3:14:55.240  | 138.518 / 222.923          |
| 2005 | Május 29.      | Dan Wheldon        | Dallara       | Honda         | Andretti Green Racing                    | 500.000 / 804.672   | 3:10:21.077  | 157.603 / 253.637          |
| 2006 | Május 28.      | Sam Hornish, Jr.   | Dallara       | Honda         | Marlboro Team Penske                     | 500.000 / 804.672   | 3:10:58.759  | 157.085 / 252.804          |
| 2007 | Május 27.      | Dario Franchitti   | Dallara       | Honda         | Andretti Green Racing                    | 415.000* / 667.878* | 2:44:03.561  | 151.774 / 244.257          |
| 2008 | Május 25.      | Scott Dixon        | Dallara       | Honda         | Chip Ganassi Racing                      | 500.000 / 804.672   | 3:28:57.6792 | 143.567 / 231.049          |
| 2009 | Május 24.      | Hélio Castroneves  | Dallara       | Honda         | Marlboro Team Penske                     | 500.000 / 804.672   | 3:19:34.6427 | 150.318 / 241.9133         |
| 2010 | Május 30.      | Dario Franchitti   | Dallara       | Honda         | Chip Ganassi Racing                      | 500.000 / 804.672   | 3:05:37.0131 | 161.623 / 260.1070         |
| 2011 | Május 30.      | Dan Wheldon        | Dallara       | Honda         | Bryan Herta Autosport                    | 500.000 / 804.672   | 2:56:11.7267 | 170.265 / 274.015          |
| 2012 | Május 27.      | Dario Franchitti   | Dallara       | Honda         | Chip Ganassi Racing                      | 500.000 / 804,672   | 2:58.51.2532 | 167.734 / 269.934          |
| 2013 | Május 26.      | Tony Kanaan        | Dallara       | Chevrolet     | KV Racing Technology                     | 500.000 / 804,672   | 2:40:03.4181 | 187.433 / 301.644          |
| 2014 | Május 25.      | Ryan Hunter-Reay   | Dallara       | Honda         | Andretti Autosport                       | 500.000 / 804,672   | 2:40:48.2305 | 186.563 / 300.244          |
| 2015 | Május 24.      | Juan Pablo Montoya | Dallara       | Chevrolet     | Team Penske                              | 500.000 / 804,672   | 3:05:56.5286 | /                          |
| 2016 | Május 29.      | Alexander Rossi    | Dallara       | Honda         | Bryan Herta Autosport/Andretti Autosport | 500.000 / 804,672   | 3:00:02.0872 | /                          |
| 2017 | Május 28.      | Szató Takuma       | Dallara       | Honda         | Andretti Autosport                       | 500.000 / 804,672   | 3:13:03.3584 |                            |
| 2018 | Május 27.      | Will Power         | Dallara       | Chevrolet     | Team Penske                              |                     | 2:59:42.6365 |                            |
| 2019 | május 26.      | Simon Pagenaud     | Dallara       | Chevrolet     | Team Penske                              |                     | 2:50:39.2797 |                            |

## Indianapolis 500 győztesek (Penske korszak)
| Év   | Dátum         | Versenyző         | Modell  | Motor     | Csapat / Tulajdonos            | Táv (mérföld / km) | Idő          | Átlagsebesség (mph / km/h) |
| ---- | ------------- | ----------------- | ------- | --------- | ------------------------------ | ------------------ | ------------ | -------------------------- |
| 2020 | augusztus 23. | Szató Takuma      | Dallara | Honda     | Rahal Letterman Lanigan Racing | 500,000 / 804,672  | 3:10ː05.0880 | 157.824 / 253.993          |
| 2021 | május 30.     | Hélio Castroneves | Dallara | Honda     | Meyer Shank Racing             | 500,000 / 804,672  | 2:37:19.3846 | 190.690 / 306.886          |
| 2022 | május 29.     | Marcus Ericsson   | Dallara | Honda     | Chip Ganassi Racing            | 500 / 800          | 2:51:00,6432 | 175,428 / 282,324          |
| 2023 | május 28.     | Josef Newgarden   | Dallara | Chevrolet | Team Penske                    | 500 / 800          | 2:58:21,9611 | 168,193 / 270,680          |
| 2024 | május 26.     | Josef Newgarden   | Dallara | Chevrolet | Team Penske                    | 500 / 800          | 2:58:49,4079 | 167,763 / 269,988          |
| 2025 | május 25.     | Álex Palou        | Dallara | Honda     | Chip Ganassi Racing            | 500 / 800          | 2:57:38,2965 | 167,883 / 271,791          |

* Rövidített verseny

## Többszörös győztesek
| Győzelmek | Versenyző          | Évek                   |
| --------- | ------------------ | ---------------------- |
| 4         | A. J. Foyt         | 1961, 1964, 1967, 1977 |
| 4         | Al Unser           | 1970, 1971, 1978, 1987 |
| 4         | Rick Mears         | 1979, 1984, 1988, 1991 |
| 4         | Hélio Castroneves  | 2001, 2002, 2009, 2021 |
| 3         | Louis Meyer        | 1928, 1933, 1936       |
| 3         | Wilbur Shaw        | 1937, 1939, 1940       |
| 3         | Mauri Rose         | 1941, 1947, 1948       |
| 3         | Johnny Rutherford  | 1974, 1976, 1980       |
| 3         | Bobby Unser        | 1968, 1975, 1981       |
| 3         | Dario Franchitti   | 2007, 2010, 2012       |
| 2         | Tommy Milton       | 1921, 1923             |
| 2         | Bill Vukovich      | 1953, 1954             |
| 2         | Rodger Ward        | 1959, 1962             |
| 2         | Gordon Johncock    | 1973, 1982             |
| 2         | Emerson Fittipaldi | 1989, 1993             |
| 2         | Al Unser, Jr.      | 1992, 1994             |
| 2         | Arie Luyendyk      | 1990, 1997             |
| 2         | Juan Pablo Montoya | 2000, 2015             |
| 2         | Szató Takuma       | 2017, 2020             |